# آنکانگ
آنکانگ (به لاتین: Ankang) یک شهر مرکزی در جمهوری خلق چین است که در شاآنشی واقع شده‌است.